# Parque Lumphini

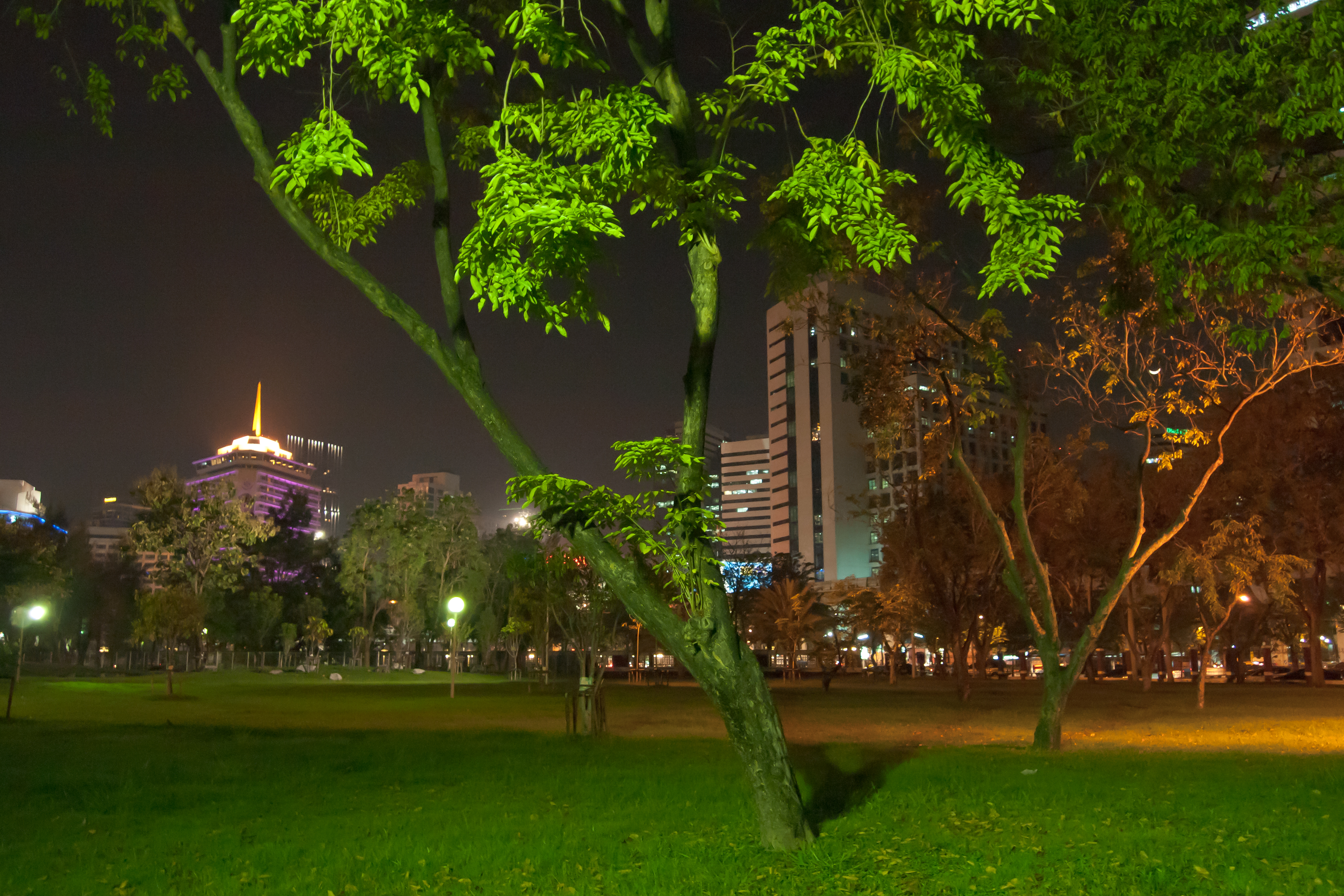
Árboles en el parque Lumphini por la noche.

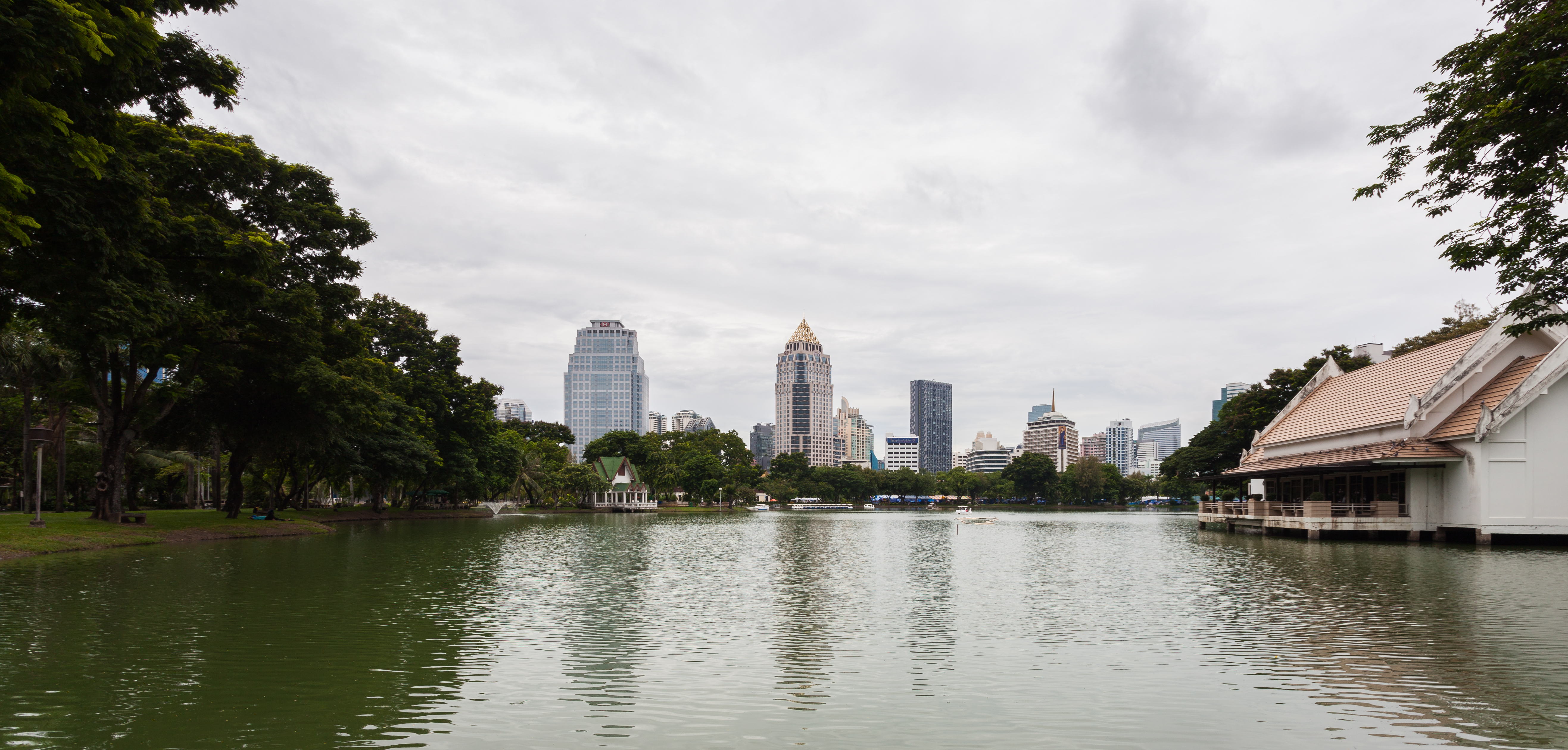
Vista hacia los distritos de Silom-Sathorn.

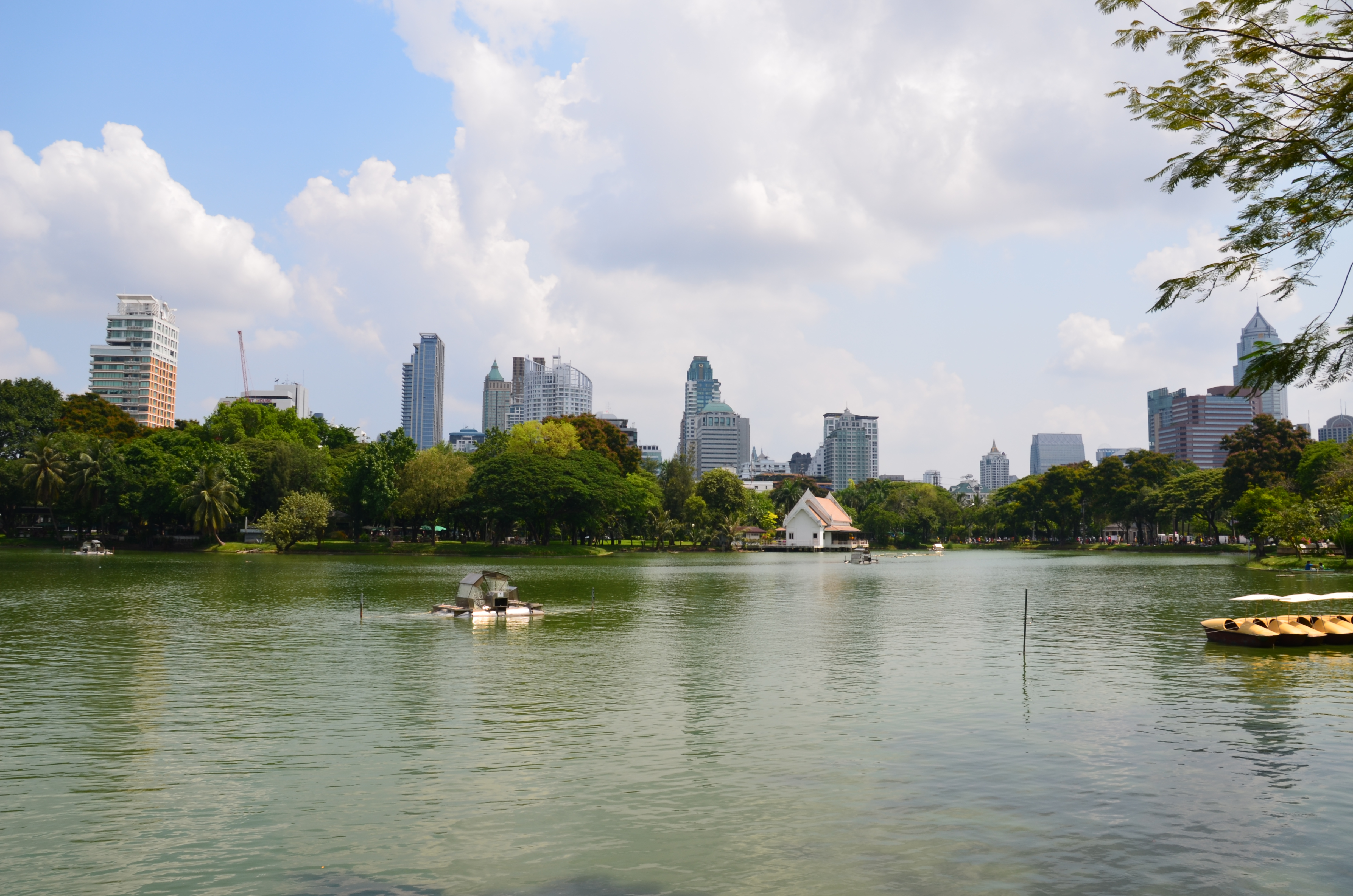
Vista hacia los distritos de Ratchadamri-Ratchaphrasong.

El parque Lumphini (en tailandés: สวนลุมพินี, RTGS: Suan Lumphini, AFI [sǔan lūm.pʰī.nīː]), también transcrito Lumpini o Lumpinee, es un parque de 360 rai de superficie (57.6 hectáreas) situado en Bangkok (Tailandia). El parque ofrece espacio abierto, árboles y zonas de juegos en el centro de la capital tailandesa y contiene un lago artificial en el que los visitantes pueden alquilar barcas. Los caminos del parque, con un total de 2.5 km de longitud, son un lugar popular para correr tanto por la mañana como por la tarde. Oficialmente, montar en bicicleta solo está permitido durante el día entre las 10:00 y las 15:00 horas. Fumar está prohibido por todo el parque. No están permitidos los perros, excepto perros guía certificados. El parque Lumphini es considerado el primer parque público de Bangkok y de Tailandia.

## Historia
El terreno de 360 rai (unas 57 hectáreas) que ocupa el parque, antiguamente conocido como Thung Sala Daeng («Campo Sala Daeng»), era una propiedad privada del rey Rama VI. En 1925, el rey donó este terreno a la nación para que fuera usado como un recinto ferial. En él se celebró la Feria Comercial Siamrat Phiphitthaphan, con el objetivo de promover las materias primas y productos industriales tailandeses entre nacionales y extranjeros. Tras la clausura de la feria, el rey quiso transformar el terreno, que entonces se encontraba en las afueras de la ciudad, en un parque público, que fue denominado Lumphini. Este nombre provenía de Lumbini, el lugar de nacimiento de Buda en Nepal. Su construcción no estaba completada cuando el rey murió, pero continuó hasta su finalización. Durante la Segunda Guerra Mundial, el parque fue usado como campamento por el Ejército Japonés. En la entrada delantera del parque se erigió un monumento del rey; en su interior hay una torre del reloj de estilo chino construida en 1925, una biblioteca pública que fue la primera del país, un acuario público, una zona de juegos para niños, un campo deportivo y una gran piscina. Es un parque público con distintas variedades de plantas y apto para realizar diversas actividades de recreo.
En la actualidad se encuentra en el corazón del distrito financiero principal de Bangkok y está en el subdistrito de Lumphini del distrito de Pathum Wan. El parque está delimitado al sur por la calle Rama IV, al oeste por la calle Ratchadamri, al norte por la calle Sarasin y al este por la calle Witthayu. Además, está conectado a otro parque público, el parque Benjakitti en el distrito de Khlong Toei, por medio de una pasarela peatonal elevada de 1.3 km de longitud con carril bici en la esquina de intersección Sarasin, donde la calle Witthayu se cruza con la calle Sarasin.

## Lugares del parque Lumphini

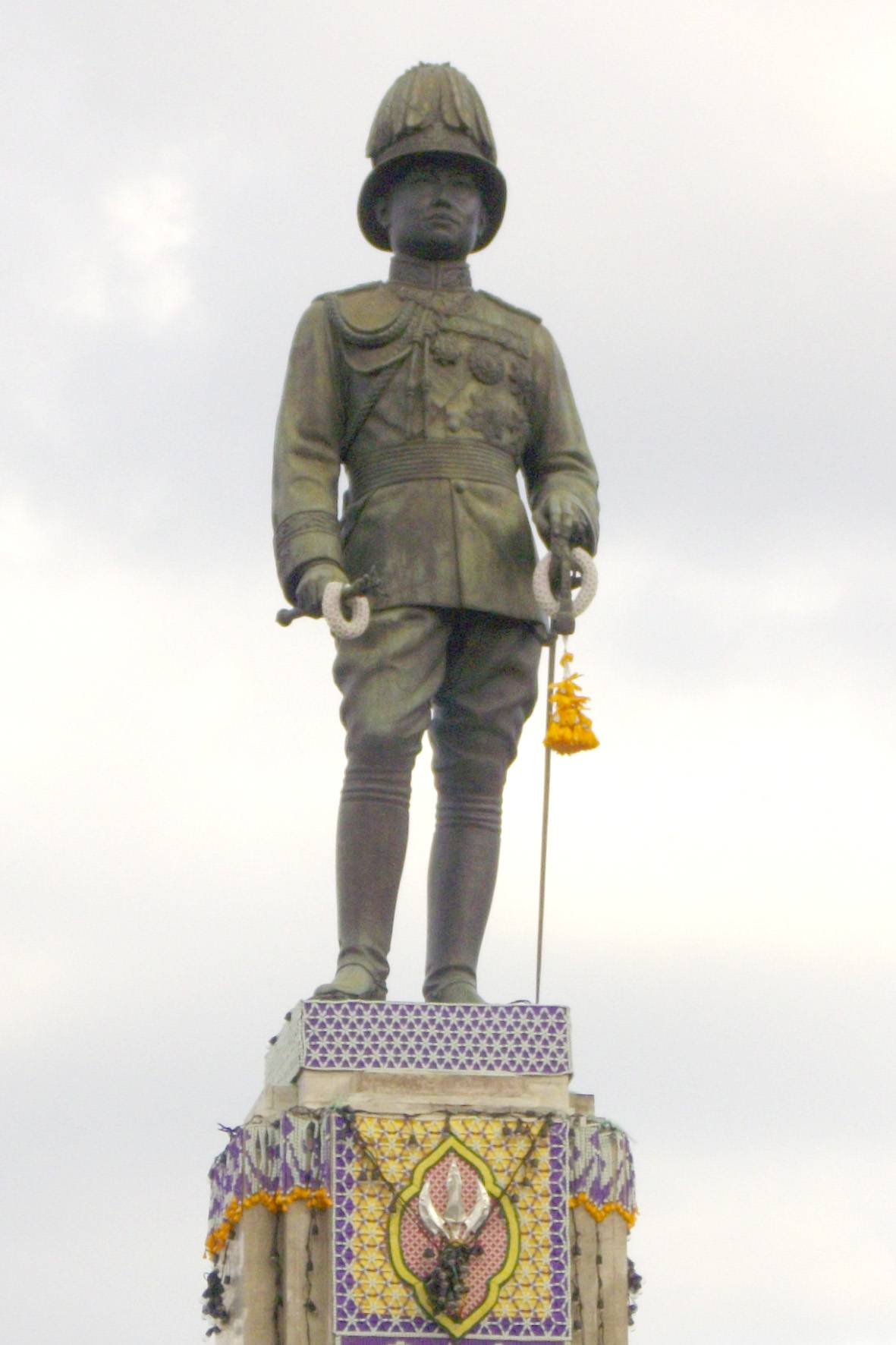
La estatua del rey Rama VI.

El parque Lumphini es un parque multiusos que ofrece numerosas actividades para ciudadanos y turistas, y cuenta con puntos de interés como los siguientes:
- Estatua del rey Rama VI (en tailandés: พระบรมรูปรัชกาลที่6). La estatua del rey Vajiravudh (Rama VI) fue realizada en 1942 para conmemorar la construcción del parque Lumphini.
- Biblioteca del parque Lumphini (en tailandés: ห้องสมุดประชาชนสวนลุมพินี).
- Centro juvenil Lumphini (en tailandés: ศูนย์เยาวชนลุมพินี). Ofrece actividades deportivas como fútbol, natación, baloncesto y baile para sus miembros.
- Lago Lumphini. Se pueden alquilar barcas de remo en el lago por 40 baht durante treinta minutos. En la década de 1960, en el centro del lago se encontraba el antiguo restaurante flotante llamado Kinnari Nava o Peninsula internacionalmente, que fue cerrado como consecuencia de un incendio.
- Festival de música. Se celebra un festival de música occidental y tailandesa en el parque los domingos de enero a abril de 17:30 a 20:00.

## Lugar de manifestaciones
El parque Lumphini ha sido usado con frecuencia como lugar de celebración de manifestaciones políticas de derechas. En 2006, la Alianza Popular por la Democracia organizó una manifestación en el parque en contra del primer ministro Thaksin Shinawatra. En 2013 y 2014, el parque se convirtió en uno de los principales lugares de protesta del Comité Popular de Reforma Democrática en contra del primer ministro Yingluck Shinawatra.

## Transporte
El Parque Lumphini está cerca de la estación Sala Daeng de la línea Silom del Metro Aéreo de Bangkok, así como de las estaciones Lumphini y Si Lom de la línea azul del Metro de Bangkok. El parque es servido por las líneas de autobús 4, 13, 14, 15, 17, 22, 45, 46, 47, 50, 62, 67, 74, 76, 77, 89, 109, 115, 116, 141, 149, 164, 173, 505, 507, 514 y 547.